# Andreas Hohmann
Andreas Hohmann (* 1. Juni 1957) ist ein deutscher Sportwissenschaftler und Hochschullehrer.

## Wissenschaftliche Laufbahn
Von 1976 bis 1980 absolvierte Hohmann an der Johannes-Gutenberg-Universität Mainz ein Studium in den Fächern Sportwissenschaft und Anglistik. Anschließend war er bis 1994 als wissenschaftlicher Assistent an der Universität Stuttgart tätig und schloss in dieser Zeit in Mainz seine Doktorarbeit sowie danach seine Habilitation ab. Im Jahr 1994 war Hohmann Professor für Theorie und Praxis der Sportarten an der Otto-von-Guericke-Universität Magdeburg.
Zwischen 1999 und 2005 hatte er an der Universität Potsdam eine Professorenstelle für Trainings- und Bewegungswissenschaft inne. 2005 wechselte er nach Bayreuth und nahm an der dortigen Universität die Professur für Trainings- und Bewegungswissenschaft an.
Von 2007 bis 2013 war Hohmann Vorstandsmitglied der Deutschen Vereinigung für Sportwissenschaft (DVS). Bereits 1995 übernahm er den Posten des Sprechers der DVS-Sektion Trainingswissenschaft. Zwischen 2004 und 2007 saß Hohmann im Wissenschaftlichen Beirat des Deutschen Sportbundes, von 2013 bis 2016 gehörte er dem Wissenschaftlichen Beirat der deutschen Nationalen Anti-Doping-Agentur an und von 2014 bis 2017 dem Wissenschaftlichen Beirat des Bundesinstituts für Sportwissenschaft. Schon 1995 wurde er in den Wissenschafts- und Ausbildungsausschuss des Deutschen Schwimmverbandes aufgenommen.
Hohmanns sportwissenschaftliche Forschungsarbeit konzentriert sich auf die Felder Trainings- und Bewegungswissenschaft. Dabei beschäftigte er sich unter anderem mit den Themenkomplexen Talentforschung, Trainingssteuerung und Wettkampfdiagnostik. Neben Wasserball und weitere Sportspielen stand dabei auch immer der Schwimmsport im Mittelpunkt seiner Forschung. Gemeinsam mit Michael Kolb und Klaus Roth veröffentlichte er das „Handbuch Sportspiel“, 2002 gehörte er mit Ditmar Wick und Klaus Carl zu den Herausgebern des in der Schriftenreihe des Bundesinstituts für Sportwissenschaft erschienenen Buchs „Talent im Sport“.

## Sportliche Laufbahn
Hohmann spielte von 1979 bis 1981 für den SC Wasserfreunde Fulda sowie den SSV Esslingen in der Wasserball-Bundesliga. Er hatte drei Amtszeiten als Trainer des Schwimmvereins Cannstatt 1898 beziehungsweise des Schwimmclubs Wasserfreunde Fulda in der Bundesliga (1983 bis 1989; 1991 bis 1994; 2013 bis 2015). 1987 und 1988 gehörte Hohmann als Assistenztrainer zum Stab der deutschen Wasserballnationalmannschaft und nahm in dieser Funktion an den Europameisterschaften 1987 sowie den Olympischen Spielen 1988 teil.